# زمین‌سنج آتمالا
زمین سنج آتمالا (نام علمی: Semiothisa atmala) نام یک گونه از تیره زمین‌سنجان است.